# Hakushū Kitahara
Hakushū Kitahara (北原 白秋), de son vrai nom Ryūkichi Kitahara (北原 隆吉), né le 25 janvier 1885 à Yanagawa au Japon et décédé des complications de son diabète à l'âge de 57 ans le 2 novembre 1942 à Kamakura, est un poète de tanka japonais considéré comme l'un des plus populaires et importants de la littérature japonaise moderne.

## Biographie

### Jeunesse et formation
Né à Yanagawa dans la préfecture de Fukuoka, Kitahara est issu d'une famille de brasseurs de saké. Il étudie la littérature anglaise à l'université Waseda mais quitte rapidement l'établissement sans avoir obtenu son diplôme. Toujours durant ses années d'études, il s'intéresse à la poésie de Tōson Shimazaki et en particulier à son recueil Wakanashu (« Collection de jeunes herbes », 1897), qui est écrit dans le format Shintaishi (« Nouveau style »).

### Carrière littéraire
En 1904, Kitahara s'installe à Tokyo et soumet ses poésies à différentes revues littéraires. En 1906, invité par Tekkan Yosano, il devient membre de la Shinshisha (« Association de la nouvelle poésie ») et publie des poèmes dans son magazine Myōjō (« Étoile brillante ») qui lui apportent une célébrité immédiate en tant que jeune poète qui monte et lui permettent de faire son entrée dans les cercles littéraires. À partir de ces nouvelles rencontres, Kitahara fonde son propre groupe littéraire, Pan no kai (« La société de Pan »), qui innovent en acceptant des peintres, des musiciens et des acteurs, en plus des écrivains.
En 1909, il est l'un des membres fondateurs de la revue littéraire Subaru (« Les Pléiades »), dans laquelle il publie son premier recueil de versets, Jashumon (« Hérétiques »), qui provoque l'effet d'une tempête dans le monde de la poésie. À travers l'utilisation d'un riche imaginaire et d'une structure innovante, il est considéré par les critiques (avec le Midaregami d'Akiko Yosano) comme ayant défini une nouvelle base à la poésie japonaise moderne. Ce premier succès est suivi par Omoide (« Mémoires », 1912), dans lequel il évoque les souvenirs du monde qu'il voyait avec ses yeux d'enfants.
En 1907, il est l'un des cinq auteurs du recueil d'essais 5 paires de chaussures, avec Tekkan Yosano, Mokutarō Kinoshita, Hirano Banri et Isamu Yoshii.
En 1912, Kitahara est arrêté pour adultère et incarcéré pendant deux semaines. Bien que les charges aient été plus tard abandonnées, cette expérience est traumatisante. Il la mentionne brièvement dans sa première anthologie tanka, Kiri no hana (« Fleurs de paulownia », 1913), comme ayant eu une influence religieuse sur le regard qu'il porte sur sa propre vie. Cela devient évident dans sa deuxième anthologie, Shinju Sho (« Sélection de perles », 1914), et dans sa troisième, Hakkin no koma (« Entête platine », 1915), qui comprend des poèmes à une ligne sous forme de prières bouddhistes. Il s'efforce à viser ce qu'il appelle la « simplicité orientale », un concept qu'il emprunte de ses connaissances du zen dans Suibokushu (« Recueil de dessins à l'encre », 1923) et Suzume no tamago (« Œufs de moineaux », 1921).

### Poèmes pour enfants
En 1918, il rejoint la revue littéraire Akai Tori (« Oiseau rouge ») à la demande du fondateur Miekichi Suzuki, et est chargé d'écrire des chansons pour enfants, d'évaluer les poèmes envoyés à la revue, et de rassembler des chansons enfantines de tout le pays. La même année, il quitte Tokyo pour s'installer à Odawara dans la préfecture de Kanagawa. En 1919, il publie Tonbo no medama (« Les yeux de la libellule »), un recueil de textes pour enfants qui fut d'abord publié en série dans Akai Tori. En 1921 sort Maza gusu (« Mère mouette »), un recueil de ses traductions de classiques anglais, et Usagi no denpo (« Télégrammes de lapins »), recueil de chansons enfantines. Après la publication en avril 1922 de Kodomo no kuni (« Le pays des enfants »), il invite les lecteurs de la revue à envoyer des chansons pour enfants, qu'il évalue et commente personnellement. En 1929, il publie un recueil d'essais sur les chansons pour enfants Midori no shokkaku (« Le sentiment du vert »).

### Fin de vie
Appréciant particulièrement les voyages, Kitahara visite Misaki, Chiba, Nagano, Shiobara (en) en 1923, Shizuoka en 1924, et Hokkaidō et Karafuto en 1925.
Il se réinstalle à Tokyo en 1926, d'abord dans le quartier de Yanaka, puis dans celui de Setagaya en 1928. Il continue de perfectionner son style inspiré de la littérature japonaise classique (tel que le Kojiki), comme mentionné dans son recueil Kaihyo no kumo (« Mer et nuages », 1929). Ce dernier travail est inspiré par un voyage en avion d'Ōita à Osaka, à l'occasion d'un coup publicitaire de l'Asahi Shimbun. En 1930, Kitahara voyage en Mandchourie et prend le chemin de fer de Mandchourie du Sud. De retour au Japon, il visite Nara.
En 1935, Kitahara fonde un magazine de tanka intitulé Tama et devient le meneur du mouvement symboliste. Parmi ses protégés se trouvent Kimata Osamu et Shūji Miya. Il accepte également une invitation du Mainichi Shimbun d'Osaka pour faire une tournée en Corée (alors annexée par le Japon) et échanger sur la poésie. Kitahara demeure actif même après être devenu presque aveugle des suites de complications de son diabète en 1937. En 1940, il retourne dans sa ville natale de Yanagawa pour la première fois depuis de nombreuses années, et visite également Miyazaki et Nara. La même année, il est nommé membre de l'académie japonaise des arts. En 1942, son état de santé s'aggrave et il meurt des complications de son diabète. Sa tombe se trouve au cimetière Tama dans la banlieue de Tokyo.

## Legs
Kitahara a publié plus de 200 livres au cours de sa vie. De plus, il était également le rédacteur du magazine de poésie Chijo junrei (« Pèlerinage terrestre »), qui permit à de nombreux auteurs, tels que Sakutarō Hagiwara, de faire leurs débuts dans le monde littéraire. Il est aussi l'auteur d'hymnes pour lycées, comme pour le Toyo Eiwa Jogakuin (en). Beaucoup de ses poèmes sont encore très populaires aujourd'hui. Son Nihon Densho Doyo Shusei (« Compilation de chansons enfantines traditionnelles du Japon ») en six volumes est finalement sorti en 1976.
Un festival en sa mémoire se tient chaque année dans sa ville natale de Yanagawa au mois de novembre. Il y a alors de nombreuses réunions d'admirateurs le long des canaux de la ville, de nuit, éclairées à la lumière du feu, qui lisent ses poèmes et certains passages pour les passants. Les célébrations consistent principalement en défilés sur l'eau, musiques et lectures diurnes et nocturnes.

## Source de la traduction
- (en) Cet article est partiellement ou en totalité issu de l’article de Wikipédia en anglais intitulé « Hakushū Kitahara » (voir la liste des auteurs).